# Філіппов Дмитро Юрійович
Дмитро Юрійович Філіпов, або Діма Філіпов (нар. 4 грудня 1990, Луганськ) — грецький волейболіст українського походження. Зріст 1,98 м, грає на позиції зв'язуючого.
Фігурант бази даних сайту «Миротворець».

## Кар'єра
Починав міжнародну кар'єру в юнацькій збірній України, але 2009 року отримав грецький паспорт і змінив спортивне громадянство.
Підписав свій перший професійний контракт у 2010 році з «Олімпіакосом» Пірей у віці 20 років. У команді з Пірею залишався до 2013 року, зумів виграти два чемпіонати Греції (2011, 2013), два Кубки Греції (2011, 2013) та Кубок грецької ліги (2013).
Улітку 2013 року він поїхав до Польщі за «Ястшембський Венгель».
Через два роки, влітку 2015 року, він повернувся до Греції, щоб знову зіграти під кольорами «Олімпіакосу», з яким виграв ще один Кубок Греції (2016) та Кубок Ліги (2016). У 2016 році уклав контракт на продовження з командою «Олімпіакос», знову вигравши Кубок Греції (2017) та Кубок Ліги (2017). У 2018 році він продовжив кар'єру в румунській «Аркаді» (Галац), а в наступному сезоні погодився грати за ПАОК, з яким він виграв Кубок Греції (2019).
2017 року потрапив потрапив у базу сайту «Миротворець».

## Міжнародна участь
Декілька разів виступав у складі збірної Греції з волейболу.

## Міжнародні відзнаки
Середземноморські ігри
- 3 місце: Таррагона — 2018

## Колективні досягнення

### Національний чемпіонат
- 2 Чемпіонат Греції
  - 2011, 2013 (Олімпіакос Пірей)

### Національні кубки
- 4 Кубок Греції
  - 2011, 2013, 2016, 2017 (Олімпіакос Пірей)
- 1 Кубок Греції:
  - 2019 (Π.А. О.К.)
- 3 Кубки грецької ліги:
  - 2013, 2016, 2017 (Олімпіакос Пірей)